# Ким Чен Чжу
Ким Чен Чжу (кор. 김정주; род. 2010) — предположительно, старший сын высшего руководителя КНДР Ким Чен Ына и его супруги Ли Соль Чжу. 

## Биография
О предположительном старшем сыне правителя Корейской Народно-Демократической Республики Ким Чен Ына мало что известно, а имеющаяся информация преимущественно поступает от разведывательных служб Южной Кореи. Согласно разведывательной информации, у Ким Чен Ына имеются трое детей — 2010, 2013 и 2017 годов рождения. Эту информацию подтверждал в том числе министр объединения Южной Кореи Квон Ён Се, который сообщал, что у северокорейского лидера трое детей — старший сын Ким Чен Чжу, дочь Ким Чжу Э и младший ребёнок, пол которого неизвестен. В отличие от Ким Чжу Э, которая часто появлялась на публике вместе с отцом, старший сын никогда не демонстрировался публично. Южнокорейский политик сообщал также, что по имевшимся у его правительства данным, Ким Чен Чжу имеет хрупкое телосложение и слабое здоровье и живёт в Пхеньяне. Вместе с тем, Квон Ён Се не исключил, что старший сын северокорейского лидера, находящийся в подростковом возрасте, может проживать и учиться в Швейцарии, как когда-то его отец. Несмотря на публичность средней дочери, южнокорейская разведка предполагает, что именно старший сын планируется Ким Чен Ыном в качестве своего преемника, а информация о нём держится до поры до времени в секрете по причине того, что в противном случае северокорейские элиты могут начать уделять сыну слишком большое внимание, что может подорвать власть его отца.